# Losova glava iz Huittinena
Losova glava iz Huittinena (finsko Huittisten hirvenpää, znana tudi kot Elkova glava) je mezolitska figurica losove glave iz milnega kamna, najdena leta 1903 v Huittinenu v provinci Satakunta na Finskem. Skulptura je datirana med 8000 in 9000 let nazaj. Postavljena je v stalno razstavo Narodnega muzeja Finske v Helsinkih. Replike so razstavljene v muzeju Huittinen in v zbirki kipov Univerze v Helsinkih. Losova glava je verjetno najbolj znan arheološki artefakt na Finskem.

## Odkritje
Losova glava je najstarejša kamnita skulptura, najdena na Finskem. Leta 1903 ga je odkril kmečki delavec na krompirjevem polju v vasi Palojoki blizu Huittinena. Leto kasneje je bila figurica prodana na tržnici v Turkuju. Postavljena je bila v zbirko lokalnega zgodovinskega muzeja in je sčasoma prišla v last Finskega narodnega muzeja.

## Opis
Okoli 10 centimetrov dolga figurica je narejena iz milnega kamna, ki ga na zahodnem Finskem ni. Skulptura ali vsaj njen material je verjetno uvožen iz vzhodnih delov države. Losova glava ima luknjo za pritrditev palice, tako da je bila najverjetneje uporabljena kot žezlo v ritualnem kontekstu.